# Pasi Saarela
Pasi Saarela (* 24. August 1973 in Laitila) ist ein ehemaliger finnischer Eishockeyspieler.

## Karriere
Pasi Saarela begann seine Karriere als Eishockeyspieler bei Lukko Rauma, für die er von 1990 bis 1995 in der SM-liiga aktiv war. Mit Rauma belegte er in der Saison 1993/94 den dritten Platz belegte. Anschließend wechselte er zu deren Ligarivalen Jokerit, für die er die folgenden vier Spielzeiten lang auf dem Eis stand und 1996 den Europapokal gewann. Zudem wurde er mit dem Team 1998 Dritter in der SM-liiga. Für die Saison 1999/2000 ging der Angreifer erstmals ins europäische Ausland, wo er für den Västra Frölunda HC in der Elitserien auflief. Nach nur einem Jahr kehrte Saarela in seine finnische Heimat zurück, in der er von 2000 bis 2006 für seinen Ex-Klub Lukko Rauma in der SM-liiga spielte.
Gegen Ende der Saison 2005/06 ging der Finne ein zweites Mal ins europäische Ausland und beendete die Spielzeit in der Schweizer Nationalliga A beim SC Bern sowie beim HC Sierre-Anniviers aus der Nationalliga B. Daraufhin blieb der rechte Flügelstürmer im Ausland und spielte in der Spielzeit 2006/07 bei Leksands IF aus der HockeyAllsvenskan, der zweithöchsten schwedischen Spielklasse. Nach dem Auslandsjahr verpflichtete Ässät Pori aus der SM-liiga den Stürmer, die er im Laufe der Saison 2007/08 verließ, um ein weiteres Mal für Lukko Rauma zu spielen. Dort beendete er 2009 seine Karriere.

### International
Für Finnland nahm Saarela an der U20-Junioren-Weltmeisterschaft 1993 teil, bei der er mit seiner Mannschaft den fünften Platz belegte.

## Erfolge und Auszeichnungen
- 1996 Europapokal-Gewinn mit Jokerit
- 1999 Aarne-Honkavaara-Trophäe
- 2005 Aarne-Honkavaara-Trophäe